# ブットリオ
ブットリオ（伊: Buttrio）は、イタリア共和国フリウリ＝ヴェネツィア・ジュリア州ウーディネ県にある、人口約3,900人の基礎自治体（コムーネ）。

## 地理

### 位置・広がり

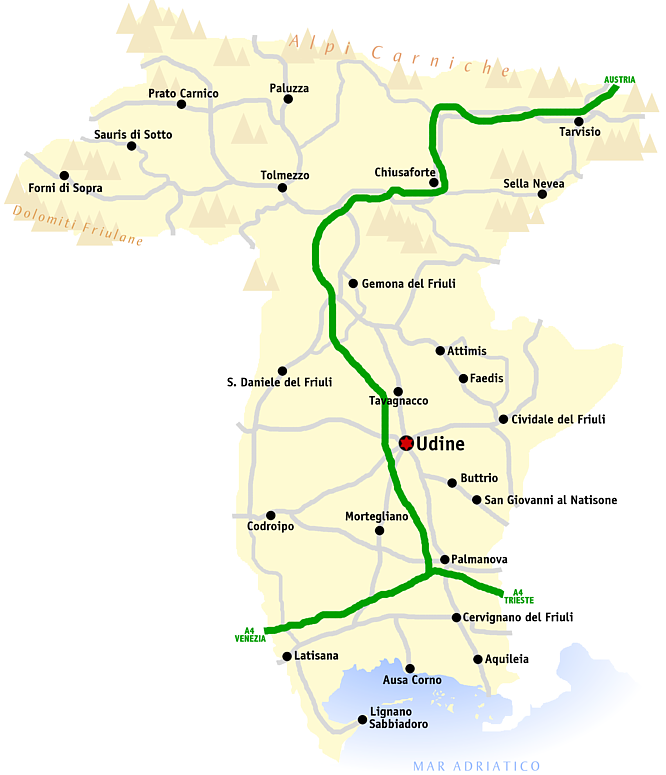
ウーディネ県概略図

#### 隣接コムーネ
隣接するコムーネは以下の通り。
- マンツァーノ
- パヴィーア・ディ・ウディーネ
- プラダマーノ
- プレマリアッコ

### 気候分類・地震分類
ブットリオにおけるイタリアの気候分類 (it) および度日は、zona E, 2262 GGである。
また、イタリアの地震リスク階級 (it) では、zona 2 (sismicità media) に分類される。

## 行政

### 分離集落
ブットリオには、以下の分離集落（フラツィオーネ）がある。(かっこ内はフリウリ語)
- Camino (Cjamin), Caminetto (Cjaminet), Vicinale (Visinal)

## 姉妹都市
- ネッチュ・イム・ガイルタール（イタリア語版）、オーストリア 2001年